# Анзиани, Филипп
Филипп Анзиани (фр. Philippe Anziani; род. 21 сентября, 1961, Бон) — французский футболист, нападающий, игрок национальной сборной. По завершении карьеры — тренер.

## Карьера
Филипп Анзиани начал карьеру в клубе «Меукс». Там он провёл 1 сезон, после чего перешёл в «Сошо», в составе которого дебютировал 14 февраля 1979 года в матче со «Страсбуром» (2:1). Там Анзиани выступал 5 сезонов, проведя 148 матчей. Наибольшим успехом в тот период стало завоевание второго места в чемпионате Франции В 1980 году и выход в полуфинал Кубка УЕФА годом позже. В 1984 году Анзиани перешёл в «Монако», где за 2 сезона провёл 64 игры. Затем выступал за «Нант» и парижский «Расинг». Завершил карьеру Анзиани в 1996 году в клубе «Аяччо»
В составе сборной Франции Анзиани дебютировал 15 мая 1981 года в игре со сборной Бразилии, в которой французы проиграли 1:3. Всего в составе национальной команды он провёл 5 матчей и забил 1 мяч.
С 1997 года Анзиани начал тренерскую карьеру, став помощником Фарука Хаджибегича в «Сошо». Через год он самостоятельно возглавил клуб. В сезоне 2000/01 Анзиани тренировал команду «Сошо» до 15, а в сезоне 2001/02 до 16 лет. С 2006 по 2009 год Анзиани работал в центре подготовки юных футболистов. С лета по 26 ноября 2009 году Анзиани работал тренером «Бастии».

## Достижения
- Серебряный призёр чемпионата Франции: 1980
- Обладатель Кубка Франции: 1985